# تناجر أخضر المؤخرة
تناجر أخضر المؤخرة (الاسم العلمي: Tangara fucosa)، هو نوع من الطيور يتبع فصيلة التناجر ضمن رتبة العصفوريات.